# Kirsty Yallop
Kirsty Lee Yallop (Auckland, 4 de noviembre de 1986) es una futbolista neozelandesa. Juega como centrocampista y su último equipo fue el Klepp IL de la Toppserien de Noruega. Fue internacional con la selección de Nueva Zelanda de 2004 a 2017, periodo en el cual disputó 104 partidos internacionales.

## Trayectoria
Jugó para el Lynn-Avon United antes de unirse al Kristianstads DFF de la Damallsvenskan sueca en 2010. Al año siguiente fue fichada por el Vittsjö GIK que se encontraba en la segunda división. En su primer año en el club logró el ascenso a la Damallsvenskan.
El 31 de octubre de 2015, viajó a su país para unirse al Brisbane Roar.
El 9 de diciembre de 2016, fichó por el Melbourne Victory como reemplazo por la lesionada Bianca Henninger.
En 2017, aterrizó en la Toppserien noruega para unirse al Klepp.

## Selección nacional
Yallop debutó con la selección absoluta de Nueva Zelanda en una dura derrota por 6-0 ante Estados Unidos el 10 de octubre de 2004.
Capitaneó a su equipo en la Copa Mundial Sub-20 de 2006 en Rusia, donde las neozelandesas cayeron ante Australia (3-0) y Rusia (3-2), antes de empatar sin goles con Brasil.
Yallop participó en los Juegos Olímpicos de Pakín 2008, disputando los 90 minutos completos en cada uno de los partidos de la fase de grupos y anotando uno de los goles de su selección en el empate 2-2 ante Japón.
Al asistir a su primera Copa Mundial en Alemania 2011, la neozelandesa registró su partido número 50 en su única aparición en el certamen, un empate 2-2 contra México que le dio al combinado absoluto de Nueva Zelanda su primer punto en una Copa Mundial Femenina.
Disputó todos los partidos de Nueva Zelanda en los Juegos Olímpicos de Londres 2012.
Apareció en uno de los tres partidos de su país en la Copa Mundial de 2015 en Canadá.
El 20 de septiembre de 2017, tras disputar dos partidos contra Estados Unidos, Yallop anunció su retirada del fútbol internacional.

## Estadísticas

### Clubes
| Club              | País           | Año         |
| ----------------- | -------------- | ----------- |
| Lynn-Avon United  | Nueva Zelanda  |             |
| Pali Blues        | Estados Unidos | 2009 - 2010 |
| Kristianstads DFF | Suecia         | 2010 - 2011 |
| Vittsjö GIK       | Suecia         | 2011 - 2015 |
| Brisbane Roar     | Australia      | 2015 - 2016 |
| Mallbackens IF    | Suecia         | 2016        |
| Melbourne Victory | Australia      | 2016 - 2017 |
| Klepp IL          | Noruega        | 2017 - 2018 |

## Vida personal
En diciembre de 2017, Yallop y su compañera en el Klepp IL, Tameka Butt, anunciaron su compromiso. Se casaron en Mangawhai, Nueva Zelanda, el 9 de febrero de 2019.